# Polypogon adscendens
Polypogon adscendens är en gräsart som beskrevs av Giovanni Gussone. Polypogon adscendens ingår i släktet skäggrässläktet, och familjen gräs. Inga underarter finns listade i Catalogue of Life.